# Ensenyances Autoritzades
Les Ensenyances Autoritzades formen part dels Manuscrits de Nag Hammadi. És el llibre 3 del còdex VI. Es pot datar al segle iii, i tindria un contingut gnòstic, encara que alguns autors defensen que el llibre no pertany al gnosticisme, sinó que seria un tractat d'ascetisme de tradició romana. No és un text clarament cristià o judaic, ja que no conté cap referència a Crist ni a les Escriptures.

## Contingut
El tractat exposa l'origen, la condició i la felicitat última de l'ànima, i descriu les vicissituds per les que ha de passar. El text s'expressa en tota la seva extensió de forma metafòrica. No fa menció de cap teoria gnòstica sobre l'origen del món, però el seu contingut assumeix algunes idees gnòstiques, com ara que l'ànima té un origen celestial i per tant, entra en conflicte amb el món material. L'ànima mentre és al món va creant vincles amb la terra i les coses materials, però Déu pare s'interessa per les ànimes i posa en evidència els perills de les coses terrenals com ara la luxúria, l'orgull, la cobdícia, el frau, la ignorància, l'enveja i la vanitat.
El llibre es pot incloure entre els tractats que parlen de l'especulació sobre l'ascetisme, basats en la tradició religiosa romana. Descobert entre els textos que van ser escrits en un monestir cristià, hi ha qui suposa que el tractat no tindria un contingut gnòstic. És un dels pocs tractats que inclou una traducció d'una selecció d'Homer i també una tria de les Sentències de Sext, el llibre primer del còdex XII dels Manuscrits de Nag Hammadi.